# Camus
Camus er en baskisk efternavn fra Bermeo, Vizcaya. Det kan også henvise til:

## Personer
- Albert Camus, Fransk forfatter, filosof og journalist
- Charles Étienne Louis Camus, fransk matematiker
- Jean-Pierre Camus, Fransk biskop og forfatter
- Louis-Auguste Camus de Richemont, Fransk militær chef og baron d'Empire
- Marcel Camus, Fransk filminstruktør og Golden Palm vinder
- Matilde Camus, Spanske digter og forsker
- Thane Camus, Amerikansk-fødte tv-personlighed i Japan
- Camus (musiker), musiker
- Camus (folklore), en legendarisk dansk militær leder